# インテル・デベロッパー・フォーラム

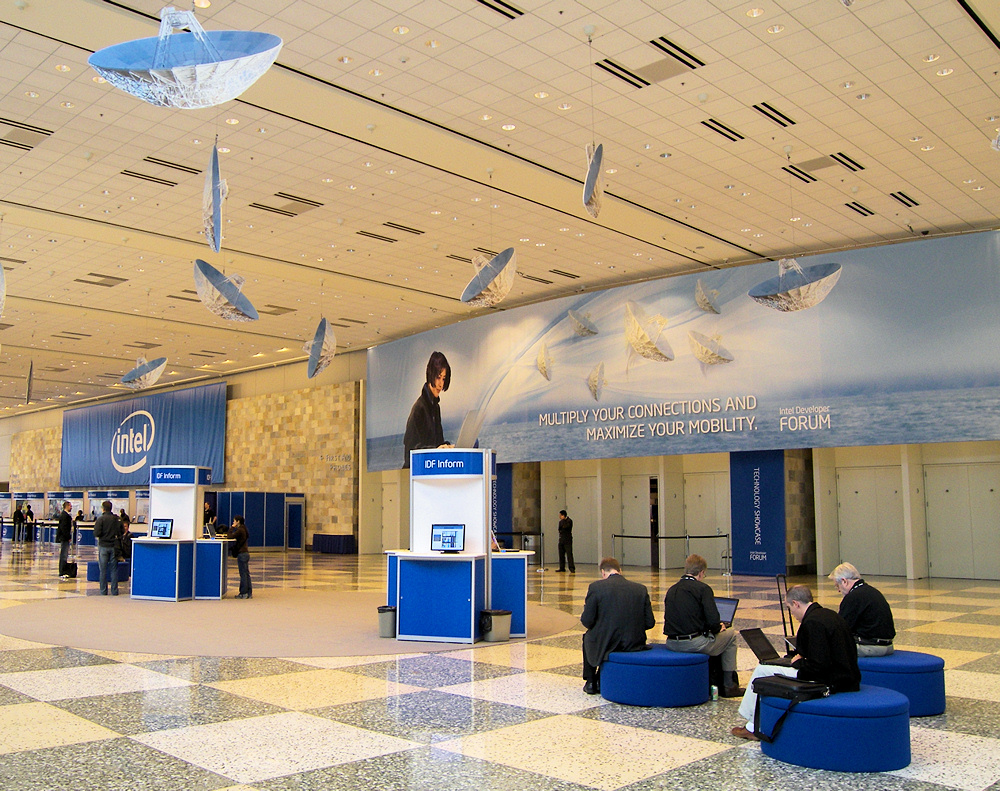
サンフランシスコで行われた2007年秋のインテル・デベロッパー・フォーラム

インテル・デベロッパー・フォーラム（英: Intel Developer Forum、IDF）は、かつてインテルが主催していた技術発表会。1997年に初めて開催された。当初は毎年春と秋に開催されていたが、後に年数回の不定期開催となった。
内容は自社製品やインテル製品を使った製品に関する発表がメインだったが、それ以外にもメモリ・シリアルバス等コンピュータ業界で必要とされる技術の標準化動向などを幅広く扱っていたため、コンピュータ業界では最新の技術トレンドを知ることができる一大イベントとして認識されていた。
中国の重要性が増したため、2007年春のIDFはサンフランシスコではなく北京市で開催され、秋のIDFはサンフランシスコ（9月）と台北市（10月）の開催となった。2008年のサンフランシスコでの開催は8月であったが、2009年は再び9月に戻された。それ以前は、サンフランシスコをはじめとして、ムンバイ、モスクワ、カイロ、サンパウロ、東京といった世界中の大都市で開催されていた。
2017年は当初8月にサンフランシスコでの開催を予定していたが、同年4月17日に同イベントのキャンセル、並びに今後IDFを開催しない方針が明らかにされた。

## 2007年
- 04月17-18日 - 北京（中華人民共和国）
- 09月18-20日 - サンフランシスコ（アメリカ合衆国）
- 10月15-16日 - 台北（台湾）

## 2008年
- 04月02-03日 - 上海（中華人民共和国）
- 08月19-21日 - サンフランシスコ（アメリカ）
- 10月20-21日 - 台北（台湾）

## 2009年
- 04月08-09日 - 北京（中華人民共和国）
- 09月22-24日 - サンフランシスコ（アメリカ）
- 10月16-17日 - 台北（台湾）